# El Grau (Cava)
El Grau és una muntanya de 1.415 metres que es troba al municipi de Cava, a la comarca de l'Alt Urgell.